# قرار مجلس الأمن التابع للأمم المتحدة رقم 1990
قرار مجلس الأمن التابع للأمم المتحدة رقم 1990 الذي اتخذ بالإجماع في 27 يونيو 2011 بعد جميع قراراته السابقة بشأن الوضع في السودان واتفاقية السلام الشامل، أنشأ المجلس قوة أمن الأمم المتحدة المؤقتة لأبيي (UNISFA) في منطقة أبيي المتنازع عليها بين السودان وجنوب السودان.
تم تمرير القرار بعد صراع بين جيش التحرير الشعبي السوداني والجيش السوداني في منطقة جنوب كردفان، وفي الفترة التي سبقت إعلان استقلال جنوب السودان عن الشمال. وصاغ القرار الولايات المتحدة.

## القرار

### أعمال
أُنشئت بعثة حفظ السلام الإثيوبية التابعة للأمم المتحدة لفترة أولية مدتها ستة أشهر. تم تعيين الجنرال الإثيوبي تاديس وريد تيسفاي أول رئيس للبعثة وقائد القوة. وتتألف القوة من 4200 جندي و 50 من أفراد الشرطة وأفراد الدعم مع التفويض التالي:
- مراقبة تجريد منطقة أبيي من السلاح؛
- المشاركة في المنظمات الإقليمية؛
- المساهمة في أنشطة إزالة الألغام؛
- تسهيل إيصال المساعدات الإنسانية؛
- دعم قدرة جهاز الشرطة وحماية المنشآت النفطية.

وبموجب الفصل السابع من ميثاق الأمم المتحدة، أُذن للـ (UNIFSA) باتخاذ «الإجراءات اللازمة» من أجل:
- حماية أفراد القوة ومعداتها ومرافقها؛
- حماية موظفي الأمم المتحدة ومعداتها ومرافقها؛
- ضمان سلامة وحرية التنقل لموظفي الأمم المتحدة والعاملين في المجال الإنساني؛
- حماية المدنيين المعرضين للخطر؛
- حماية أبيي من الهجمات من الخارج؛
- ضمان الأمن في المنطقة.

وطُلب من الأمين العام بان كي - مون إبرام اتفاق بشأن مركز القوات مع السودان. وقد طُلب من السودان ودول أخرى التعاون الكامل مع UNIFSA وكان على الأمين العام تقديم تقرير مرحلي يتضمن رصد حقوق الإنسان.

## روابط خارجية
- نص القرار في undocs.org